# Hacawan (Sjunik)
Hacawan – wieś w Armenii, w prowincji Sjunik. W 2011 roku liczyła 253 mieszkańców.